# Tanjung (Banyusari)
Tanjung is een bestuurslaag in het regentschap Karawang van de provincie West-Java, Indonesië. Tanjung telt 2763 inwoners (volkstelling 2010).